# Paraglaciale
Il termine Paraglaciale è un aggettivo che viene riferito alle condizioni instabili (secondo la definizione di Renwick, 1992) causate da un tempo di distensione significativo nei processi e nei modelli geomorfici che seguono i climi glaciali (Church e Ryder, 1972).
Quando una grande massa di ghiaccio si scioglie, altri fattori come le comunità ecologiche, i modelli di depositi di sedimenti e la crosta terrestre necessita di tempo per adattarsi alle nuove condizioni.

## Fonti
- (EN)  Ballantyne, C.K. (2002) Paraglacial Geomorphology. Quaternary Science Reviews, 21, 1935-2017.
- (EN)  Benn, D.I. e Evans, D.J.A., Glaciers and Glaciation, (1998) ISBN 0-340-65303-5 o 0-340-58431-9 (paperback), Sezione 7.6.

- (EN)  Iturrizaga, L. (1999). Forme e formazioni tipiche di accumulo detritico nell'Alta Asia. Un concetto basato sulla storia glaciale dell'origine dei paesaggi postglaciali costituiti da accumulo detritico nelle alte montagne subtropicali con esempi selezionati tratti dalla regione dell'Hindu Kush, Karakoram e Himalayas. (GeoJournal, Tibet and High Asia V, vol. 47, 277-339).

- (EN)  Iturrizaga, L. (2008). Paraglacial landform assemblages in the Hindukush and Karakoram Mountains. (Geomorphology, 95, Numeri 1-2, 27-47).

- (EN)  Slaymaker O., 2011. Criteria to distinguish between periglacial, proglacial and paraglacial environments. Quaestiones Geographicae 30(1): 85–94. DOI 10.2478/v10117-011-0008-y.